# Mnemosyne pseudofasciata
Mnemosyne pseudofasciata är en insektsart som beskrevs av Van Stalle 1987. Mnemosyne pseudofasciata ingår i släktet Mnemosyne och familjen kilstritar.
Artens utbredningsområde är Kuba. Inga underarter finns listade i Catalogue of Life.